# Patrick Floersheim
Pour les articles homonymes, voir Flörsheim.
Patrick Floersheim est un acteur, adaptateur, directeur artistique, traducteur et formateur de doublage français, né le 23 mars 1944 à Briançon (Hautes-Alpes) et mort le 4 mars 2016, à Sées (Orne).
Il a interprété à l'écran plusieurs seconds rôles bien qu'il soit resté très actif dans le doublage. Il a notamment été une des premières voix françaises récurrentes de Robin Williams, à ses débuts. Il a ensuite été de 1987 à 2015, la voix française régulière de Michael Douglas, et Jeff Bridges,, de 1989 à 2015, d'Ed Harris,, ainsi qu'une voix récurrente de Dennis Hopper, James Belushi, Christopher Walken, John Doman, Mandy Patinkin et Michael Chiklis.
Il est également la voix de Maître Yupa dans le deuxième doublage de Nausicäa de la vallée du vent ainsi que celle de Slackjaw dans le jeu vidéo Dishonored.

## Biographie

### Jeunesse
Didier Patrick Michel Floersheim est né le 23 mars 1944 à Briançon, d'un père diplomate travaillant pour le plan Marshall, puis, conseiller commercial de la France pour les États-Unis et d'une mère femme au foyer. Il a une sœur cadette, Brigitte.
Quelques années plus tard, toute la famille part aux États-Unis, d'abord à Washington, puis un peu partout dans le pays.
Adolescent, Patrick Floersheim passe quelques années au Brésil. Il étudie notamment au lycée Pasteur de São Paulo.

### Vie privée
Il était marié à Magali Barney, également comédienne de doublage,.

### Carrière
Patrick Floersheim commence sa carrière au théâtre, il est alors âgé de 22 ans.
À l'âge de 30 ans, fort de ses prestations précédentes, Patrick Floersheim, parlant couramment l'anglais, enchaîne avec le cinéma en obtenant notamment des seconds rôles remarqués dans des productions américaines, comme Marseille contrat (1974) ou Moonraker (1979), puis fait aussi diverses apparitions à la télévision.
En 1986, il tient le rôle principal du film Je hais les acteurs, de Gérard Krawczyk et en 1990, interprète celui du Père Noël assassin dans 3615 code Père Noël, réalisé par René Manzor. Le jour de son décès, René Manzor, interviewé par L'Express déclare entre autres propos : « En travaillant avec lui, j'ai été « frappé par sa présence d'acteur », présence dont les spectateurs des films américains qu'il doublait étaient privés. »
Patrick Floersheim est aussi une « voix » active dans le doublage, qu'il a commencé à pratiquer vers la fin des années 1970. Il a notamment eu la possibilité de doubler de manière occasionnelle Dustin Hoffman (Kramer contre Kramer,, 1979), Mel Gibson (les 2 premiers volets de Mad Max, 1979 et 1982), Arnold Schwarzenegger (Le Contrat, 1986 et Jumeaux, 1988) ou encore Bill Murray (La Vie aquatique, 2004). Mais aussi, parfaitement bilingue, il a doublé Alain Delon dans la version anglaise du film Le Passage.
Puis, il devient une des premières voix françaises récurrentes de Robin Williams,, Martin Sheen, James Belushi, ou encore de Kurt Russell,. À la suite de ses performances vocales, il reste principalement actif dans ce domaine en devenant la voix française régulière de Michael Douglas, (28 films), Jeff Bridges, (20 films), Ed Harris, (13 films et 2 téléfilms) et plus récemment de Michael Chiklis,, mais aussi une des voix ponctuelles de Christopher Walken,, Chris Cooper,, Willem Dafoe, ou Geoffrey Rush,.
À partir de 2004, il devient également directeur artistique de doublage pour différents médias (Weeds, La Cité interdite, Appleseed Ex Machina, etc.).
Il est la voix off pour la radio et la télévision du dispositif Alerte-Enlèvement,, ainsi que de nombreux documentaires diffusés sur France 5, dont la série Les Plus Beaux Sites du patrimoine mondial, qui présente, dans des modules de trois minutes, les sites classés de l'UNESCO.

### Formateur
Patrick Floersheim était également formateur de comédiens pour le doublage, via la compagnie Vagabond dans Le Magasin : Centre de création.

### Mort
Patrick Floersheim meurt d'un cancer le 4 mars 2016 à l'âge de 71 ans, à l'hôpital de Sées, dans l'Orne.
Il est inhumé le 12 mars 2016 et repose au cimetière de Ferrières-la-Verrerie.

## Théâtre

### Comédien
- 1987 : Désir sous les ormes d'Eugene O'Neill, mise en scène par Claudia Morin, Théâtre Louis-Jouvet
- 1995 : Mais qui a élu de Niro roi d'Amérique ? d'après Jason Katims, mise en scène par Olivier Granier, Théâtre de la Main d'Or
- 2003 : La Folle Aventure de Matthieu Bernard, Éric Delarue et Alexis Victor, mise en scène par Michaël Vander-Meiren, Théâtre 13, théâtre du Lucernaire, Théâtre du Balcon (Avignon off)
- 2014 : Le Manuscrit de Rembrandt[4] de Raoul Mourgues, adaptation Céline Duhamel, mise en scène par Patrick Courtois, Théâtre Essaïon

### Mise en scène
- 2008 : Des nouvelles de Paris d'après Marcel Aymé, Théâtre du Lucernaire
- 2012 : Galimatias de Magali Barney, Auguste théâtre

## Filmographie

### Cinéma

#### Longs métrages
- 1974 : Marseille contrat (The Marseille Contract) de Robert Parrish : Kovakian
- 1975 : French Connection 2 (French Connection II) de John Frankenheimer : Manfredi
- 1976 : Je suis Pierre Rivière de Christine Lipinska
- 1978 : La Carapate de Gérard Oury : un détenu
- 1979 : Le Pull-over rouge de Michel Drach : Pasquini
- 1979 : Coup de tête de Jean-Jacques Annaud : Berthier, le joueur vedette
- 1979 : Moonraker de Lewis Gilbert : l'un des voleurs de la navette spatiale (séquence prégénérique)
- 1980 : Lady Oscar de Jacques Demy : adversaire de duel
- 1981 : La Gueule du loup de Michel Léviant : l'inspecteur perquisition
- 1981 : Diva de Jean-Jacques Beineix : Zatopek
- 1983 : SAS à San Salvador de Raoul Coutard : Walter Dallas
- 1983 : Attention, une femme peut en cacher une autre ! de Georges Lautner : le camionneur
- 1984 : Les Voleurs de la nuit de Samuel Fuller : Carat
- 1986 : Je hais les acteurs  de Gérard Krawczyk : Korman
- 1988 : Frantic de Roman Polanski : l'homme en cuir
- 1990 : 3615 code Père Noël de René Manzor : le Père Noël
- 1994 : Elles n'oublient jamais de Christopher Frank : Moretti
- 1996 : Le Roi des Aulnes (Der Unhold) de Volker Schlöndorff : inspecteur de police
- 1997 : Un amour de sorcière de René Manzor : gendarme de l'aéroport
- 2002 : Rue des plaisirs de Patrice Leconte : le Roumain
- 2005 : L'Empire des loups de Chris Nahon : Charlier
- 2005 : Virgil de Mabrouk El Mechri : Dunlopillo

### Télévision

#### Téléfilms
- 1990 : Au loin la liberté (Crossing to Freedom) de Norman Stone : le garagiste
- 2008 : Meurtres à l'Empire State Building de William Karel : le narrateur

#### Séries télévisées
- 1977 : Fachoda, la mission Marchand de Roger Kahane : le lieutenant Mangin
- 1978 : Les Cinq Dernières Minutes de Claude Loursais : Alphonse Delsol (épisode Techniques douces)
- 1979 : Médecins de nuit : Jean-Paul Mignot (saison 2, épisode 3 : Henri Gillot 62 ans, retraité de Pierre Lary)
- 1980 : La Voie Jackson de Gérard Herzog : Miche
- 1988 : Les Cinq Dernières Minutes de Gérard Gozlan (épisode Pour qui sonne le jazz)
- 1991 :  The Exile (L'Exilé) de Ronald M. Cohen et Joseph J. Trento (épisodes 1, 4, 11, 12, 13) : Danny Montreau
- 1992 : Maigret et le Corps sans tête de Serge Leroy : Dieudonné Pape
- 1992 :  Les Aventures du jeune Indiana Jones : un soldat allemand (saison 1, épisode 4)
- 1993 : Highlander : Dominique Battini (saison 1, épisode 19)
- 1996 : Quai no 1 série télévisée, épisode Kamikaze Express : Stiller
- 2004 : PJ : Roger Meunier (saison 8, épisode 2)
- 2006 : Une femme d'honneur : Marco Ziani (saison 9, épisode 3)
- 2006 :  Alex Santana, négociateur : Adrien Desailly (saison 1, épisode 6)
- 2008 : Groupe flag : Martini (saison 4, épisode 4)
- 2009 : Équipe médicale d'urgence : Monsieur Châtaigne

## Doublage
Note : Les dates en italique correspondent aux sorties initiales des films dont Patrick Floersheim a assuré le redoublage ou le doublage tardif.

### Cinéma

#### Films
- Michael Douglas dans :
  - Liaison fatale (1988) : Dan Gallaghe
  - La Guerre des Rose (1989) : Oliver Rose
  - Black Rain (1989) : Nick Conklin
  - Une lueur dans la nuit (1992) : Edward Leland
  - Basic Instinct (1992) : Nick Curran
  - Chute libre (1993) : William « D-Fens » Foster
  - Le Président et Miss Wade (1995) : le président Andrew Shepherd
  - L'Ombre et la Proie (1996) : Charles Remington
  - The Game (1997) : Nicholas Van Orthon
  - Meurtre parfait (1998) : Steven Taylor
  - Traffic (2000) : Robert Wakefield
  - Wonder Boys (2000) : Grady Tripp
  - Pas un mot (2001) : Dr Nathan Conrad
  - Divine mais dangereuse (2001) : M. Burmeister
  - Une si belle famille (2003) : Alex Gromberg
  - Espion mais pas trop ! (2003) : Steve Tobias
  - Tell Them Who You Are (2004) : lui-même
  - The Sentinel (2006) : Pete Garrison
  - Toi et moi... et Dupree (2006) : Bob Thompson
  - King of California (2007) : Charlie
  - Présumé Coupable (2009) : Mark Hunter
  - Hanté par ses ex (2009) : oncle Wayne
  - Solitary Man (2009) : Ben Kalmen
  - Wall Street : L'argent ne dort jamais (2010) : Gordon Gekko
  - Piégée (2012) : Coblenz
  - Last Vegas (2013) : Billy
  - Hors de portée (2014) : Madec
  - Ant-Man (2015) : Hank Pym

- Jeff Bridges dans :
  - Nadine (1987) : Vernon Hightower
  - Tucker (1988) : Preston Thomas Tucker
  - Susie et les Baker Boys (1989) : Jack Baker
  - The Fisher King : Le Roi pêcheur (1991) : Jack Lucas
  - État second (1993) : Max Klein
  - Blown Away (1994) : James « Jimmy » Dove / Liam McGivney
  - Lame de fond (1996) : le capitaine Christopher « Skipper » Sheldon
  - Simpatico (1999) : Lyle Carter
  - Manipulations (2000) : le président Jackson Evans
  - La Loi des armes (2001) : Jimmy Berg
  - K-PAX : L'Homme qui vient de loin (2001) : Mark Powell
  - Tideland (2005) : Noah
  - Iron Man (2008) : Obadiah Stane
  - Un Anglais à New York(2008) : Clayton Harding
  - Les Chèvres du Pentagone (2009) : Bill Django
  - Crazy Heart (2009) : Bad Blake
  - True Grit (2010) : Marshal Reuben J. « Rooster » Cogburn
  - RIPD : Brigade fantôme (2013) : Roy Pulsipher
  - The Giver (2014) : le Passeur
  - Le Septième Fils (2014) : Maître John Gregory

- Ed Harris dans :
  - Jacknife (1989) : Dave Flanagan
  - Apollo 13 (1995) : Gene Kranz
  - Rock (1996) : le brigadier général Francis X. Hummel
  - Coup monté (2001) : Kelly Grant[n 1]
  - Un homme d'exception (2001) : William Parcher
  - Gone Baby Gone (2007) : Remy Bressant
  - Benjamin Gates et le Livre des secrets (2007) : Mitch Wilkinson
  - That's What I Am (2011) : M. Simon
  - Shérif Jackson (2013) : le shérif Cornelius Jackson
  - Phantom (2013) : Demi[n 2]
  - No Pain No Gain (2013) : Ed DuBois
  - Snowpiercer : Le Transperceneige (2013) : Wilford
  - Night Run (2015) : Shawn Maguire

- Robin Williams dans :
  - Le Pouvoir de l'argent (en) (1986) : Tommy Wilhelm
  - Good Morning, Vietnam (1987) : Adrian Cronauer
  - Le Cercle des poètes disparus (1989) : John Keating
  - Cadillac Man (1990) : Joey O'Brien
  - Dead Again (1991) : Dr Cozy Carlisle
  - Toys (1992) : Leslie Zevo
  - Madame Doubtfire (1993) : Daniel Hillard
  - Neuf Mois aussi (1995) : Dr Kosevich
  - L'Agent secret (1996) : l'assassin
  - Hamlet (1996) : Osric

- Christopher Walken dans :
  - True Romance (1993) : Vincenzo Coccoti
  - Search and Destroy : En plein cauchemar (1995) : Kim Ulander
  - Dernier Recours (1996) : Hickey
  - Nos funérailles (1996) : Ray Tempio
  - Première Sortie (1999) : Calvin Webber
  - Serial noceurs (2005) : le secrétaire du trésor William Cleary
  - Domino (2005) : Mark Heiss
  - Hairspray (2007) : Wilbur Turnblad
  - Balles de feu (2007) : Feng
  - Les Derniers Affranchis (2013) : Doc[n 2]

- Dennis Hopper dans :
  - Blue Velvet (1986) : Frank Booth
  - Le Grand Défi (1986) : Wilbur « Shooter » Flatch
  - Le Dragueur (1987) : Flash Jensen
  - Chattahoochee (1989) : Walker Benson
  - Speed (1994) : Howard Payne
  - Explosion imminente (2001) : Alex Swan
  - En route pour l'enfer (2007) : Eddie Zero
  - Swing Vote : La Voix du cœur (2008) : Donald Greenleaf

- Willem Dafoe dans :
  - Danger immédiat (1994) : John Clark
  - Inside Man : L'Homme de l'intérieur (2006) : le capitaine John Darius
  - American Dreamz (2006) : le chef du staff
  - Anamorph (2008) : Stan Aubray
  - L'Assistant du vampire (2009) : Gavner Purl
  - La Mort en sursis (2012) : Buddha
  - Odd Thomas contre les créatures de l'ombre (2013) : le chef Wyatt Porter
  - Pasolini (2014) : Pier Paolo Pasolini

- Chris Cooper dans :
  - American Beauty (1999) : le colonel Frank Fitts
  - La Mémoire dans la peau (2002) : Alexander Conklin
  - La Mort dans la peau (2004) : Alexander Conklin
  - Jarhead : La Fin de l'innocence (2006) : le lieutenant colonel Kazinski
  - Le Royaume (2007) : agent spécial Grant Sykes
  - Remember Me (2010) : Neil Craig
  - The Company Men (2011) : Phil Woodward
  - The Amazing Spider-Man : Le Destin d'un héros (2014) : Norman Osborn

- James Belushi dans :
  - Double Détente (1988) : Art Ridzik
  - Banco pour un crime (1992) : Neil Schwary
  - Présumée Coupable (1995) : Tom Beckwith
  - Race the Sun (1996) : Frank Machi
  - Fausse Donne (1999) : Bill Manucci
  - Les Copains des neiges (2008) : St Bernie, le Saint-bernard (voix)
  - Dangerous Housewife (2015) : Les

- Geoffrey Rush dans :
  - Pirates des Caraïbes : La Malédiction du Black Pearl (2003) : le capitaine Hector Barbossa
  - Munich (2005) : Ephraïm
  - Pirates des Caraïbes : Le Secret du coffre maudit (2006) : le capitaine Barbossa
  - Pirates des Caraïbes : Jusqu'au bout du monde (2007) : le capitaine Barbossa
  - Pirates des Caraïbes : La Fontaine de Jouvence (2011) : le capitaine Barbossa
  - La Voleuse de livres (2013) : Hans Hubermann
  - The Best Offer (2014) : Virgil Oldman

- Harvey Keitel dans :
  - La Mort en direct (1980) : Roddy
  - Le flic était presque parfait (1986) : Mickey
  - Snake Eyes (1993) : Eddie Israel
  - Les Jeunes Américains (1993) : John Harris

- Liam Neeson dans :
  - Le Prix de la passion (1988) : Leo Cutter
  - Le Monde de Narnia : Le Prince Caspian (2008) : Aslan
  - Le Monde de Narnia : L'Odyssée du Passeur d'Aurore (2010) : Aslan
  - Légendes vivantes (2014) : le reporter d'History Chanel

- Michael Chiklis dans :
  - Les Quatre Fantastiques (2005) : Ben Grimm / La Chose
  - Les Quatre Fantastiques et le Surfer d'argent (2007) : Ben Grimm / La Chose
  - L'Œil du mal (2008) : George Callister, le Secrétaire de la défense
  - Parker (2013) : Melander

- Dustin Hoffman dans :
  - Kramer contre Kramer (1979) : Ted Kramer
  - Ishtar (1987) : Chuck Clarke
  - Dick Tracy (1990) : le Marmoneux

- Kurt Russell dans :
  - New York 1997 (1981) : Snake Plissken
  - The Thing (1982) : MacReady
  - Un couple à la mer (1987) : Dean Proffitt

- Peter Weller dans :
  - RoboCop (1987) : Alex J. Murphy / RoboCop
  - Otages en péril (1999) : Steve Mitchell
  - Dragon Eyes (2012) : M. V

- Martin Sheen dans :
  - The Break (1995) : Gil Robins
  - La Dernière Cavale (1997) : Monsieur
  - Spawn (1997) : Jason Wynn

- Bill Murray dans :
  - Broadway, 39e rue (1999) : Tommy Crickshaw
  - La Vie aquatique (2004) : Steve Zissou
  - Le Grand Jour (2010) : Frank Quinn

- Ian McShane dans :
  - Le Cas 39 (2009) : l'inspecteur Mike Barron
  - Jack le chasseur de géants (2013) : le roi Brahmwell
  - Hercule (2014) : Amphiaraus

- Mel Gibson dans :
  - Mad Max (1979[n 3]) : « Mad » Max Rockatansky
  - Mad Max 2 : Le Défi (1981) : « Mad » Max Rockatansky

- Arnold Schwarzenegger dans :
  - Le Contrat (1986) : Mark Kaminsky / Joseph P. Brenner
  - Jumeaux (1988) : Julius Benedict

- Stephen Lang dans :
  - Le Mal par le mal (1986) : Joe Tegra
  - Dernière Sortie pour Brooklyn (1989) : Harry Black

- Tom Berenger dans :
  - Né un 4 juillet (1989) : le sergent recruteur Hayes
  - Troubles (1991) : Dan Merrick

- James Woods dans :
  - Chaplin (1992) : Joseph Scott
  - Guet-apens (1994) : Jack Benyon

- Ray Wise dans :
  - Bob Roberts (1992) : Chet MacGregor
  - L'amour n'est qu'un jeu (2001) : Bill Parker

- Michael Rooker dans :
  - Cliffhanger : Traque au sommet (1993) : Hal Tucker
  - La Part des ténèbres (1993) : le shérif Alan Pangborn

- Gerard McSorley dans :
  - Au nom du père (1993) : l'inspecteur Pavis
  - The Constant Gardener (2005) : Sir Kenneth « Kenny » Curtiss

- Steve Martin dans :
  - Le Cadeau du ciel (1994) : Michael McCann
  - Le Père de la mariée 2 (1995) : George Banks

- Geraint Wyn Davies (en) dans :
  - American Psycho 2 (2002) : Eric Daniels
  - Cube² : Hypercube (2002) : Simon Grady

- Jon Voight dans :
  - P'tits Génies 2 (2004) : Bill Biscane / Kane
  - Getaway (2013) : la Voix

- Fred Willard dans :
  - Sexy Movie (2006) : Bernie Fockyerdoder
  - Big Movie (2007) : Aslo

Mais aussi :
- 1939[n 4] : Monsieur Smith au Sénat : Diz Moore (Thomas Mitchell)
- 1950[n 5] : Winchester '73 : Frankie « High-Spade » Wilson (Millard Mitchell)
- 1971[n 6] : Tueur malgré lui : Latigo Smith (James Garner)
- 1972[n 7] : Le Parrain : le capitaine McCluskey (Sterling Hayden)
- 1974[n 8] : La Tour infernale : Doug Roberts (Paul Newman)
- 1975[n 5] : Les Dents de la mer : Quint (Robert Shaw)
- 1975 : La Trahison : Scott Allison (Frederic Forrest)
- 1976 : La Nuit des vers géants : Roger Grimes (R.A. Dow)
- 1979 : Elle : Larry (Walter George Alton)
- 1979 : L'Homme en colère : Peter Borke (R. H. Thomson)
- 1980 : La Fureur sauvage : « Œil d'aigle » (Stephen Macht)
- 1980 : Stardust Memories : Jack Abel (John Rothman)
- 1980 : Faut s'faire la malle : Jack Graham (Jonathan Banks)
- 1981[n 9] : Le Bateau : le capitaine Henrich Lehmann-Willenbrock dit « le Vieux » (Jürgen Prochnow)
- 1981[n 10] : Les Bleus : le colonel Glass (Lance LeGault)
- 1981 : Le Prince de New York : Danny Ciello (Treat Williams)
- 1982 : La Mort aux enchères : Dr Sam Rice (Roy Scheider)
- 1984[n 11] : Le Vainqueur ou New York Cowboy : Nick Martinelli (Sylvester Stallone)
- 1984 : Body Double : Sam Bouchard (Gregg Henry)
- 1984 : Cotton Club : Dutch Schultz (James Remar)
- 1984 : Gwendoline : Willard (Brent Huff)
- 1985 : Stick, le justicier de Miami : Barry Brahm (George Segal)
- 1985 : La Forêt d'émeraude : Bill Markham (Powers Boothe)
- 1985 : Turk 182 : Terry Lynch (Robert Urich)
- 1986 :  La Brûlure : Mark Forman (Jack Nicholson)
- 1986 : Deux Flics à Chicago : inspecteur Frank Sigliano (Steven Bauer)
- 1986 : Sans pitié : Losado (Jeroen Krabbé)
- 1986 : Comme un chien enragé : Ernie (Alan Autry)
- 1987 : Beauté fatale : Mike Marshak (Sam Elliott)
- 1988 : Parle à mon psy, ma tête est malade : John Burns (Dan Aykroyd)
- 1988 : Une femme en péril : Salwen (Mandy Patinkin)
- 1989 : My Left Foot : Christy Brown (Daniel Day-Lewis)
- 1989 : Sexe, Mensonges et Vidéo : Barfly (Steven Brill)
- 1989 : American Ninja 3 : Sean Davidson (David Bradley)
- 1989 : Kill Me Again : Sammy (Pat Mulligan)
- 1990 : The King of New York : Dennis Gilley (David Caruso)
- 1990 : Rocky 5 : George Washington Duke (Richard Gant)
- 1990 : Présumé Innocent : l'inspecteur Daniel Lipranzer (John Spencer)
- 1990 : Le Parrain, 3e partie : un des hommes masqués (Michael Bowen)
- 1991 : Thelma et Louise : le camionneur (Marco St. John)
- 1991 : Un crime dans la tête : Dr Paul Kirkwood / Dennis (David Rasche)
- 1991 : Hot Shots! : Buzz Harley (Bill Irwin)
- 1991 : Le Festin nu : Hans (Robert Silverman)
- 1992 : Alien 3 : Aaron (Ralph Brown)
- 1992 : Le Baiser empoisonné : Peter Hoskins (Alec Baldwin)
- 1992 : Evil Dead 3 : L'Armée des ténèbres : Ashley « Ash » J. Williams (Bruce Campbell)
- 1992 : Des souris et des hommes : Lennie Small (John Malkovich)
- 1992 : La Main sur le berceau : Marty Craven (Kevin Skousen)
- 1992 : Les Pilleurs : Don Perry (William Sadler)
- 1992 : Un faire-part à part : Peter Syracusa (Peter Riegert)
- 1992 : Chute en enfer : Joe Garvey (Kris Kristofferson)
- 1993 : Les Princes de la ville : Gill (David Dunard)
- 1993 ; Jeux d'adultes : Jimmy Schwartz (Benjamin Hendrickson)
- 1993 : Last Action Hero : l'éventreur (Tom Noonan)
- 1993 : Beaucoup de bruit pour rien : Borachio (Gerard Horan)
- 1993 : Romeo Is Bleeding : l'avocat de Jack (Ron Perlman)
- 1993 : The Program : Sam Winters (James Caan)
- 1993 : À la recherche de Bobby Fischer : Fred Waitzkin (Joe Mantegna)
- 1994 : Le Flic de Beverly Hills 3 : Jon Flint (Héctor Elizondo)
- 1994 : The Mask : Dorian Tyrell (Peter Greene)
- 1994 : Serial Mother : inspecteur Pike (Scott Morgan)
- 1994 : Le Justicier : L'Ultime Combat : Tommy O'Shea (Michael Parks)
- 1994 : Hellbound : Capitaine Arrad (Asher Tzarfati)
- 1996 : Le Patient anglais : le comte László de Almásy (Ralph Fiennes)
- 1996 : L'Héritage de la haine : Rollie Wedge / Donnie Cayhall (Raymond J. Barry)
- 1996 : Dar l'Invincible 3 : L'Œil de Braxus : Dar (Marc Singer)
- 1997 : Le Pacificateur : Dietrich Schuhmacher (Alexander Strobele)
- 1997 : Ennemis rapprochés : Evan Stanley, agent du FBI (Victor Slezak)
- 1999 : Fantasia 2000 : lui-même (James Levine)
- 1999 : Entre les jambes : Horacio (Chema Munoz)
- 2000 : De si jolis chevaux : le juge (Bruce Dern)
- 2001 : Escrocs : Earl Radburn (Larry Miller)
- 2001 : Blow : Fred Jung (Ray Liotta)
- 2001 : Hold-up : le directeur de la banque (Juan Gea[10])
- 2001 : Snow, Sex and Sun : Stumpy (David Koechner)
- 2001 : La Revanche d'une blonde : le professeur Callahan (Victor Garber)
- 2003 : Anything Else : le psychiatre (William Hill) et le manager (Fisher Stevens)
- 2004 : Starship Troopers 2 : la voix off de FedNet (Stephen Stanton)
- 2005 : Otage : Wil Bechler (Robert Knepper)
- 2005 : Deepwater : Petersen (Ben Cardinal) et le barman (Dee Snider)
- 2005 : Les Producteurs : M. Marks (Jon Lovitz)
- 2005 : Urban Legend 3: Bloody Mary : Bill Owens (Ed Marinaro (en))
- 2006 : Thank You for Smoking : Ortolan K. Finistirre (William H. Macy)
- 2006 : Camping-car : l'officier (Bruce McFee)
- 2006 : A Scanner Darkly : la voix de Hank dans la tenue de camouflage (Mark Turner)
- 2007 : Le Rêve de Cassandre : oncle Howard (Tom Wilkinson)
- 2007 : La Dernière Légion : Vortigyn (Harry Van Gorkum)
- 2008 : Délire Express : Cheung (Dana Lee)
- 2008 : Frangins malgré eux : le thérapeute (Ian Roberts)
- 2008 : Valse avec Bachir : lui-même (Ari Folman)
- 2010 : Green Zone : Martin Brown (Brendan Gleeson)
- 2011 : The Hunters : Bernard (Terence Knox)
- 2011 : L'Agence : lui-même (Jon Stewart)
- 2013 : Players : Harry Furst (John Heard)
- 2013 : A.C.O.D. : Hugh (Richard Jenkins)
- 2014 : Légendes vivantes : le narrateur (Bill Kurtis)
- 2014 : Big Bad Wolves : Gidi (Tzahi Grad)
- 2014 : 13 Sins : le père d'Elliot et Michael Brindle (Tom Bower)
- 2014 : Rec 4 : Dr Ricarte (Héctor Colomé)

#### Films d'animation
- 1984[n 12] : Nausicäa de la Vallée du Vent : le maître Yupa (2e doublage)
- 1992 : Tom et Jerry, le film : Papa Starling[n 13]
- 1994[n 14] : Pompoko : le narrateur
- 1998 : La Mouette et le Chat : Diderot
- 1999 : Fantasia 2000 : l'hôte du segment Pomp and Circumstance[n 15]
- 2000 : Titan A.E. : Joseph Korso[n 16]
- 2001 : Barbie : Casse-noisette : le Roi des Rats[n 17]
- 2005 : Madagascar : Mason le chimpanzé[n 18]
- 2006 : Renaissance : Barthélémy Karas[n 19]
- 2006 : L'Âge de glace 2 : le moeritherium adulte sur la glace
- 2008 : Madagascar 2 : Mason le chimpanzé[n 18]
- 2008 : Valse avec Bachir : Ari Folman[n 20]
- 2008 : Les Chimpanzés de l'espace : le sénateur[n 21]
- 2009 : Numéro 9 : le savant[n 22]
- 2009 : Fantastic Mr. Fox : Clive Badger[n 23]
- 2012 : Madagascar 3  : Mason le chimpanzé[n 18]

### Télévision

#### Téléfilms
- Martin Sheen dans :
  - Objectif nucléaire (1989) : Dr Alexander Brown
  - La Mort au bout des doigts (1991) : Frank Magenta
  - Un des siens (1994) : l'assistant du procureur de district Pete Maresca
  - Opération Alf (1996) : le colonel Gilbert Milfoil
  - Au cœur du labyrinthe (1999) : Jack
  - Chasseurs de frissons (1999) : Grifasi
- James Belushi dans :
  - Chien de flic 2 (1999) : l'inspecteur Michael « Mike » Dooley
  - Chien de flic 3 (2002) : l'inspecteur Michael « Mike » Dooley
- Dennis Hopper dans :
  - Firestarter : Sous l'emprise du feu (2002) : James Richardson
  - The Last Ride (2005) : Ronnie Purnell
- Ed Harris dans :
  - Empire Falls (2005) : Miles Roby
  - Game Change (2012) : John McCain, le sénateur d'Arizona
- Ron Lea dans :
  - Grossesse en danger (2011) : Blanchard
  - Orage mortel (2016) : Nigel

- 1979 : Le Roman d'Elvis : Elvis Presley (Kurt Russell)
- 1979 : Comme un homme libre : Dr D. (Brian Dennehy)
- 1986 : Margaret Bourke-White : Une femme derrière l'objectif : Erskine Caldwell (Frederic Forrest)
- 1986 : L'Épée de Gédéon : Avner (Steven Bauer)
- 1986 : Graine de champion : Pete Gray (Keith Carradine)
- 1988 : Extrême violence : William Russell Matix (Michael Gross)
- 1989 : Murder by Night : Allan Strong (Robert Urich)
- 1989 : L'Enfant au pouvoir merveilleux (it) : Dr Winslow (G. W. Bailey)
- 1991 : Danielle Steel : Palomino : Tate Jordan (Lee Horsley)
- 1992 : Doute cruel (en) : Lewis Young (Miguel Ferrer)
- 1993 : La Condamnation de Catherine Dodds : Chuck Hayes (Kevin Dobson)
- 1993 : Malveillance : sergent Harry McCarthy (Peter Onorati)
- 1994 : Le Labyrinthe des sentiments : Peter Barnum (Treat Williams)
- 1995 : Fausse Identité : Andy Warner (Craig Wasson)
- 1995 : Accusée d'amour : Roger Gill (Michael Bowen)
- 1995 : Jack Reed : L'Un des nôtres : Eddie Dirkson (Michael Talbott)
- 1995 : Danielle Steel : Un si grand amour : Malcolm Stone (Nicholas Campbell)
- 1995 : Sur le coup de minuit : Dr Richard Keaton (Simon MacCorkindale)
- 1996 : Changement de décors : David Letterman (John Michael Higgins)
- 1996 : Le Seigneur du temps : Le Maître / Bruce (Eric Roberts)
- 1997 : Innocence perdue : Lyle Dunham, l'avocat d'Erica French (John Bourgeois)
- 1997 : Mary Higgins Clark : Ce que vivent les roses : Frank Green (Joe Lisi)
- 1998 : La Famille trahie : John Gotti (Tom Sizemore)
- 1999 : Les Déchirements du passé : Jacob Witting (Christopher Walken)
- 1999 : Unité spéciale : une femme d'action : Jake Neill (Mark Boone Junior)
- 2002 : L'Enfer à domicile : Jack Bennett (Brent Sheppard)
- 2002 : Le Choix de l'amour : Jesse Rapple (Robert Forster)
- 2005 : Le Crash du vol 323 : Al Cummings (Mandy Patinkin)
- 2005 : La Dernière Chance : l’agent Alexander Curtis (Malcolm Stewart)
- 2006 : Magma, désastre volcanique : le président Fletcher (Michael Durrell)
- 2007 : Sexcrimes 3 : Diamants mortels : Jay Clifton (Brad Johnson)
- 2007 : Jesse Stone : L'Empreinte du passé : Harrison Pendleton (Nigel Bennett)
- 2012 : La Tour : Ulrich Rohde (Hans-Uwe Bauer (de))
- 2013 : Sacrifice : Nácelník Horyna (Alois Svehlík[n 24])
- 2013 : Une mère à la dérive : Jerry (Chazz Palminteri)
- 2014 : Le Prince de minuit : Carter Higgins (Chris Gillett)
- 2015 : L'Enfant de Buchenwald : Krämer (Sylvester Groth)

#### Séries télévisées
- John Doman dans :
  - Sur écoute (2002-2008) : le major William Rawls (60 épisodes)
  - FBI : Portés disparus (2007) : Hayden Mills (saison 5, épisode 17)
  - Damages (2009) : Walter Kendrick (saison 2)
  - Burn Notice (2010) : Bill Cowley (saison 4, épisodes 7 et 18)
  - Rizzoli and Isles (2010-2014) : Patrick « Paddy » Doyle (7 épisodes)
  - The Good Wife (2011) : Oliver Cardiff (saison 3, épisode 2)
  - New York, unité spéciale (2012) : William Rand (saison 13, épisode 12)
  - A Gifted Man (2012) : le coach (épisode 12)
  - NYC 22 (2012) : l'inspecteur Collins (épisode 9)
  - The Affair (2014) : Bruce Butler (1re voix, saison 1)
  - House of Cards (2015) : l'évêque Charles Eddis (saison 3, épisodes 3 et 4)

- Anthony Heald dans :
  - The Practice : Donnell et Associés (2000 / 2001) : le juge Wallace Cooper (saison 4, épisodes 12 et 13) / Scott Guber (saison 5, épisode 14)
  - Boston Public (2000-2004) : Scott Guber (81 épisodes)
  - Numb3rs (2005) : Walt Merrick (saison 1, épisode 1)
  - Boston Justice (2005-2008) : le juge Harvey Cooper (8 épisodes)
  - Monday Mornings (2013) : Mitch Tompkins (4 épisodes)

- Michael Chiklis dans :
  - The Shield (2002-2008) : l'inspecteur Victor « Vic » Mackey (89 épisodes)
  - Super Hero Family (2010-2011) : Jim Powell (20 épisodes)
  - Vegas (2012-2013) : Vincent Savino (21 épisodes)
  - Sons of Anarchy (2014) : Milo (2 épisodes)
  - American Horror Story (2014-2015) : Wendall « Dell » Toledo (13 épisodes)

- Michael Rooker dans :
  - Stargate SG-1 (2003) : le colonel Edwards (saison 7, épisode 7)
  - Thief (2007) : l'inspecteur John Hayes (mini-série)
  - New York, police judiciaire (2008) : Jamie Yost (saison 18, épisode 9)
  - The Walking Dead (2010-2013) : Merle Dixon (17 épisodes)

- Mandy Patinkin dans :
  - Esprits criminels (2005-2007) : Jason Gideon (47 épisodes)
  - Three Rivers (2009) : Victor (saison 1, épisode 7)
  - The Whole Truth (2010[n 25]) : Lloyd Perlman (saison 1, épisode 8)
  - Homeland (2011-2015) : Saul Berenson (48 épisodes, 1re voix)

- Dennis Hopper dans :
  - Jason et les Argonautes (2000) : Pélias (mini-série en 2 épisodes)
  - Las Vegas (2004) : Jon Castille (saison 1, épisode 16)
  - Crash (2009) : Ben Cendars (13 épisodes)

- Tim Curry dans :
  - Les Contes de la Crypte (1993) : Pa Brackett / Ma Brackett / Winona Brackett (saison 5, épisode 1)
  - Le Titanic (1996) : Simon Doonan (mini-série)

- Robin Williams dans :
  - Homicide (1995) : Robert Ellison (saison 2, épisode 1)
  - Friends (1997) : Tomas (saison 3, épisode 24)

- Keith Szarabajka dans :
  - Profit (1996-1997) : Charles Henry « Chaz » Gracen
  - Eleventh Hour (2008) : l'agent Whittier (saison 1, épisode 4)

- Chazz Palminteri dans :
  - Kojak (2005) : le capitaine Frank McNeil (5 épisodes)
  - New York, unité spéciale (2014) : Perry Cannavaro (1 épisode)

- Daniel Kash dans :
  - Against the Wall (2011) : le lieutenant Papadol (12 épisodes)
  - The Strain (2014-2015) : Dr Everett Barnes (9 épisodes)

- 1965-1971 : Papa Schultz : le colonel Robert E. Hogan (Bob Crane) (168 épisodes)
- 1980 : Le Muppet Show : lui-même (Roger Moore) (saison 5, épisode 24)
- 1987-1990 : L'Enfer du devoir ou Commando Viêt-nam : le sergent Clayton « Zeke » Anderson (Terence Knox) (58 épisodes)
- 1991 : L'Exilé : ? (?)
- 1993-1994 : Le Retour des Incorruptibles : Al Capone (William Forsythe) (42 épisodes)
- 1994 : Columbo : Fielding Chase (William Shatner) (saison 12, épisode 2 : Face à face)
- 1994 : Highlander : Brian Cullen (John Pyper-Ferguson) (saison 3, épisode 6)
- 1994 : Docteur Quinn, femme médecin : Andrew Strauss / David Lewis (Maxwell Caulfield) (2 épisodes)
- 1994 : Le Fléau : Lloyd Henreid (Miguel Ferrer) (mini-série en 4 épisodes)
- 1994-1995 : Un drôle de shérif : Ed Lawson (Richard Masur) (2e voix) (? épisodes)
- 1995-2002 : Au-delà du réel : L'aventure continue : la Control Voice (Kevin Conway) (145 épisodes)
- 1995 : Arabesque : le professeur Harry Matthews (Robert Foxworth) (saison 11, épisode 19)
- 1995 : Xena, la guerrière : le narrateur (voix d'ouverture)
- 1996 : Mr. et Mrs. Smith : Hassan Vasso / Pertek Sirnak (Ari Barak) (saison 1, épisode 13)
- 1996, 2001 et 2004 : Friends : Dr Leonard Green, le père de Rachel (Ron Leibman) (4 épisodes)
- 1997 : New York Police Blues : le chauffeur de bus (Ron Taylor) (saison 4, épisode 16)
- 1997 : Stargate SG-1 : le capitaine Jonas Hansen (William Russ) (saison 1, épisode 6)
- 1997 : Sliders : Les Mondes parallèles : Dr Vargas (Michael York) (saison 3, épisode 25)
- 1997 : Melrose Place : Jim Reilly (Tony Denison) (10 épisodes)
- 1998-2005 : JAG : « Big » Bud Roberts (Jeff MacKay) (10 épisodes)
- 1998 : The Sentinel : Warren Chapel (Brion James) (saison 3, épisode 14)
- 1998 / 2001 : Rex, chien flic : Ahrens (Erwin Steinhauer) (saison 4, épisode 9) et Gottfried Neumann (Max Volkert Martens) (saison 7, épisode 5)
- 2000 : Les anges du bonheur : Pr. Alan Berger (Dennis Boutsikaris) (saison 6, épisode 18)
- 2000 : Le Renard : Gerold Brahms (Jacques Breuer) (saison 24, épisode 6)
- 2000 : Un cas pour deux : Jochen Brenner (Ralf Richter) (saison 20, épisode 9)
- 2000-2001 : Xena, la guerrière : Beowulf (Renato Bartolomei) (4 épisodes)
- 2001 : Urgences : Dan Harris (James Belushi) (saison 7, épisode 10)
- 2001 : Les anges du bonheur : Guy Garfield (Lee Horsley) (saison 7, épisode 17)
- 2002 : Will et Grace : le détective Gavin Match (Michael Douglas) (saison 4, épisode 22)
- 2002 : Preuve à l'appui : Bob (Dave Florek) (saison 2, épisode 8)
- 2002 : Siska : Dr. Bruno Werner (Michael Mendl) (saison 5, épisode 5)
- 2003-2005 : La Caravane de l'étrange : le professeur Ernst Lodz (Patrick Bauchau) (16 épisodes)
- 2003 : Angels in America : Martin Heller (Brian Markinson) (saison 1, épisode 1)
- 2004 / 2005 : Stargate Atlantis : le chancelier Druhin (Alan Scarfe) (saison 1, épisode 7) / Goran (Stephen Dimopoulos) (saison 2, épisode 7) et le Seigneur protecteur (Jay Brazeau) (saison 2, épisode 15)
- 2005 : La Pire Semaine de ma vie : Gerard (Terrence Hardiman) (4 épisodes)
- 2006 : Le Trésor de Barbe-Noire : Barbe Noire (Angus Macfadyen) (mini-série en 2 épisodes)
- 2008 / 2014 : Inspecteur Barnaby : Dave Hicks (Brian Capron) (saison 11, épisode 1) et Johnny Linklater (Clive Wood) (saison 16, épisode 3)
- 2010 : Londres, police judiciaire : Jimmy Valentine (Robert Glenister) (saison 2, épisode 6)
- 2012-2014 : Continuum : Edouard Kagame, leader de Liber8 (Tony Amendola) (11 épisodes, 1re voix)
- 2012 : American Horror Story : Leigh Emerson (Ian McShane) (2 épisodes)
- 2012 : New York, unité spéciale : Brett Forrester (Charles Grodin) (saison 14 épisode 8)
- 2012-2013 : Magic City : Isaac « Ike » Evans (Jeffrey Dean Morgan) (16 épisodes)
- 2013 : Ja'mie: Private School Girl : Marcus King, le père de Ja'mie (Brad Brivik)
- 2014 : True Detective : le major Leroy Salter (Paul Ben-Victor) (saison 1, épisode 6)
- 2015 : Unbreakable Kimmy Schmidt : « Le Loup » (Dean Norris[11]) (saison 1, épisode 10)
- 2015 : Forever : Abraham « Abe » Morgan (Judd Hirsch) (22 épisodes)

#### Série d'animation
- 1993-2000[n 26] : Black Jack : M. Patterson (2e doublage, OAV 7)
- 1998 : Hercule : Jason (épisode 21)
- 1998 : Patrouille 03 : Wilfried
- 1998 : Le Surfer d'Argent : Uatu le Surveillant, Ivar, Pip et Adam Warlock
- 1999-2004 : Ciné-Maniac : le coach John McGuirk
- 2001-2003 : Time Squad : Larry 3000
- 2003-2006 : Xiaolin Showdown : Maître Fung
- 2005 : Skyland : Sansken (épisode 5)
- 2008 : Star Wars : The Clone Wars : Lama Su, Aang et Plo Koon (2e voix)
- 2009 : Archer : Román Calzado

### Jeux vidéo
- 1995 : Lost Eden : le vieux Monk
- 2005 : Kingdom Hearts 2 : le capitaine Hector Barbossa[n 27]
- 2005 : Voyage au cœur de la Lune : Michel Ardan
- 2007 : Kane and Lynch: Dead Men : l'homme avec une barbe
- 2008 : Far Cry 2 : Nick Greaves
- 2010 : BioShock 2 : Augustus Sinclair
- 2011 : Alice : Retour au pays de la folie : le Morse
- 2012 : Dishonored : Slackjaw
- 2012 : Madagascar 3 : Bons baisers d'Europe : Mason le chimpanzé
- 2013 : Disney Infinity : le capitaine Hector Barbossa[n 27]
- 2015 : Fallout 4 : voix additionnelles
- 2015 : Heroes of the Storm : le capitaine Cœur-Noir (1re voix)

### Adaptation
Patrick Floersheim était également adaptateur :
Films
- 1998 : Drôle de couple 2
- 2002 : Ali G (avec Emmanuel Jacomy et Jérôme Pauwels)

### Direction artistique
Patrick Floersheim était aussi directeur artistique :
| Films - 1950 : Winchester '73 - 2002 : Chewing-gum et Cornemuse - 2003 : Biker Boyz - 2004 : Starship Troopers 2 - 2005 : Les Producteurs - 2005 : Chok-Dee - 2006 : La Cité interdite - 2006 : Bernard et Doris - 2006 : Camping-car - 2007 : Walk Hard : L'Histoire de Dewey Cox - 2007 : SuperGrave - 2007 : Mr. Brooks - 2007 : Charlie, les filles lui disent merci - 2008 : Redbelt - 2008 : Phénomènes - 2008 : Délire Express - 2008 : Frangins malgré eux - 2008 : Bons baisers de Bruges - 2009 : Le Parfum du succès - 2009 : Une arnaque presque parfaite - 2010 : Green Zone - 2013 : Parker - 2014 : The Cut - 2015 : Survivor | Films d'animation - 2005 : Wallace et Gromit : Le Mystère du lapin-garou - 2006 : Souris City - 2006 : Paprika - 2007 : Appleseed Ex Machina Téléfilms - 2006 : Les Derniers Jours de Pinochet - 2012 : Meurtre au 14e étage - 2012 : Adolescents criminels - 2013 : Un tueur au visage d'ange Séries télévisées - 2004-2006 : La Pire Semaine de ma vie - 2004-2006 : Huff - 2005 : Ghost Squad - 2005-2012 : Weeds |

## Voix off

### Documentaires
- 1990 : The Civil War : le narrateur
- 1998 : Les Mystères du cosmos : Le narrateur
- 2001 : OVNI, le secret américain : le narrateur
- 2002 : New York : 11 septembre : James Hanlon (téléfilm documentaire - première version et DVD)
- 2006 : Les Plus Beaux Sites du patrimoine mondial : le narrateur
- 2009 : 24 h Berlin, une journée en capitale
- 2009 : Le Dernier Complot de Staline : le narrateur
- 2012 : Les Alpes vues du ciel : le narrateur
- 2012 : Les Pionniers de l'avion à réaction : le narrateur
- 2014 : 24 h Jérusalem : le narrateur
- 2015 : Serval : Une brigade au combat[12] : le narrateur
- 2015 : Prophétie de saint Malachie : le narrateur

### Publicités
- 2009 : Total : Total Vision
- 2011 : The Legend of Zelda: Ocarina of Time (jeu vidéo sur 3DS) : lui-même (Robin Williams)
- 2011 : The Legend of Zelda: Skyward Sword (jeu vidéo sur Wii) : lui-même (Robin Williams)
- 2013 : Apple : Votre rime (la voix off française)

## Publications

### Traductions
Patrick Floersheim a traduit plusieurs ouvrages de l'anglais,, trois romans policiers et deux de la série « Un livre dont vous êtes le héros » :
- Ron Kurz (trad. Patrick Floersheim), Le Maton enragé [« Lethal Gas »], Gallimard, coll. « Super Noire », 1975 (ISBN 978-2-07-046019-9)
- Charles Williams (trad. Patrick Floersheim), Un Quidam explosif [« Man on a Leash »], Gallimard, coll. « Super Noire », 1975 (ISBN 978-2-07-048702-8)
- Donald E. Westlake (trad. Patrick Floersheim), V'la aut'chose ! [« Jimmy the Kid »], Gallimard, coll. « Super Noire », 1976 (ISBN 978-2-07-046034-2)
- Dave Morris et Oliver Johnson (trad. Patrick Floersheim), Le Tombeau du vampire [« Crypt of the Vampire »], Folio junior, coll. « Dragon d'or » (no 1), 1985 (ISBN 978-2-07-054402-8)
- Dave Morris et Oliver Johnson (trad. Patrick Floersheim), Le Dieu perdu [« Temple of Flame »], Folio junior, coll. « Dragon d'or » (no 2), 1985 (ISBN 978-2-07-054405-9)